# (100481) 1996 UJ1
(100481) 1996 UJ1 es un asteroide perteneciente al cinturón de asteroides, descubierto el 20 de octubre de 1996 por Takao Kobayashi desde el Observatorio de Ōizumi, Ōizumi, Japón.

## Designación y nombre
Designado provisionalmente como 1996 UJ1.

## Características orbitales
1996 UJ1 está situado a una distancia media del Sol de 2,347 ua, pudiendo alejarse hasta 3,024 ua y acercarse hasta 1,671 ua. Su excentricidad es 0,288 y la inclinación orbital 2,429 grados. Emplea 1314 días en completar una órbita alrededor del Sol.

## Características físicas
La magnitud absoluta de 1996 UJ1 es 16,5.